# Mark of the Ninja
Mark of the Ninja (littéralement « La Marque du ninja ») est un jeu vidéo d'action et d'infiltration en deux dimensions développé par Klei Entertainment et édité par Microsoft Studios. L'action se déroule durant l'époque contemporaine. Le jeu est disponible sur PC et Xbox 360. Il est sorti sur Steam le 16 octobre 2012. Ce jeu a été très apprécié par le public et par les sites de critique, recevant par exemple une note de 91 % sur Metacritic et de 90 % sur GameRankings. Un DLC nommé « Special Edition » est sorti le 16 aout 2013. Il ajoute un niveau préquel, 2 nouveaux objets, 1 nouvelle tenue ainsi que des commentaires des développeurs apparaissant sous la forme de phylactères disséminés dans tous les niveaux.

## Scénario et univers
Mark of the Ninja place le joueur dans la peau d'un ninja utilisant des armes traditionnelles (sabres, kunaïs, bombes fumigènes, pièges...). Au début du jeu, il se réveille au son de la cloche du monastère ninja secret auquel il appartient. Une sœur d'arme le guide vers l'extérieur et il comprend que le monastère est attaqué par des hommes en tenue militaire équipés d'armes à feu, il découvre le sonneur de cloche se faisant abattre sans sommations. La ninja précédemment rencontrée lui apprend les bases du combat et de la discrétion puis lui montre comment éliminer les premiers ennemis. Il délivre quelques-uns de ses frères ninjas et abat un premier « chef ».
Plus tard, les assaillants se sont repliés, le ninja écoute le discours de son chef de clan et comprend alors qu'il a consenti à un grand sacrifice : il va se faire tatouer petit à petit une marque (la marque du ninja). Elle lui permet d'augmenter ses capacités guerrières et de s'octroyer des capacités surnaturelles afin de combattre l'organisation qui a attaqué le monastère. Mais le prix à payer est élevé : la marque va le ronger peu à peu, jusqu'à le rendre totalement fou. La tradition ninja veut qu'un homme se suicide avant d'atteindre ce point de rupture.
Tout au long de l'aventure, il poursuit le chef de cette organisation, qui parvient toujours à s’enfuir peu de temps avant que le ninja ne puisse l'atteindre. Parallèlement, le tatoueur du clan continue d'octroyer au héros la marque du ninja, obtenant peu à peu de nouvelles capacités, telles que la rapidité augmentée et la capacité de ralentir le temps durant quelques secondes.
Finalement, après avoir éliminé le chef de l’organisation, le ninja fait de moins en moins de différences entre ses hallucinations et la réalité. Durant la scène finale, il comprend que la ninja qui l'aide depuis le début de son aventure n'est autre que lui-même. Vient alors le choix entre éliminer cette dernière et éliminer le chef de son clan qui s'offre à son jugement.
- S'il choisit de tuer la ninja, il se suicide en gardant son honneur et en laissant l'image d'un héros. C'est l'acte du hara-kiri ou seppuku.
- S'il choisit de tuer le chef de son clan, la cinématique finale fait comprendre que le héros est définitivement devenu fou, devenant un guerrier sanguinaire.

## Système de jeu
Lorsqu'il est furtif et qu'il n'a pas été repéré par des gardes, le héros peut exécuter des assassinats silencieux grâce à des QTE (actions contextuelles). Le héros est en partie très vulnérable : une fois repéré il meurt en quelques tirs ennemis (en mode expert une balle suffit). Il est toutefois possible d'étourdir les ennemis en attaquant avec ses poings.

### Furtivité
La furtivité est une facette dominante dans le gameplay du jeu : lorsque le personnage est repéré par des gardes ou par des chiens, ces derniers sont beaucoup plus vigilants et commencent à inspecter les différents recoins de la pièce ou du bâtiment dans lequel ils se trouvent. Au bout d'une quinzaine de secondes sans être à nouveau repéré, les gardes reprennent leur ronde habituelle. Si le ninja se fait repérer par un groupe gardes, il est préférable pour lui de s'enfuir le plus rapidement possible et se cacher dans une trappe ou grimper sur un mur : se placer dans une cachette de l'environnement (jarre, caisse…) n'empêche pas les gardes de l'en extirper.
En mode facile les bruits causés en courant ou en brisant des éléments du décor sont représentés par des « ondes de choc » blanches partant de l'origine du son jusqu'aux limites où le son est audible. En mode expert les bruits provoqués ne sont pas indiqués : il faut faire preuve de plus de prudence, ou très bien connaitre la portée des sons. En utilisant la voie du silence, le ninja ne fait plus de bruit lorsqu'il court.

### Voies
En réalisant des « succès » ou en progressant dans l’aventure, le joueur débloque des voies. Ces voies correspondent aux différentes tenues portées par le héros ainsi qu'aux capacités spéciales qu'il sera amené à posséder, ou encore à l'équipement qu'il aura emporté tout au long du jeu. Il existe six voies différentes, chacune correspondant plus ou moins à une façon de jouer différente.
- La voie du Ninja : C'est la voie utilisée au début du jeu. Elle correspond à la tenue standard et permet d’utiliser toutes les capacités de base du ninja.
- La voie de la Marque : C'est une voie qui offre la capacité spéciale de téléportation, mais qui en contrepartie empêche l'utilisation d'un objet de distraction.
- La voie de la Puissance : Cette voie octroie un bonus des points de vie grâce à un blindage supplémentaire. Elle permet de faire chuter les ennemis au sol plus facilement mais empêche de ralentir le temps avec la capacité « concentration ». Cette voie plus offensive permet de combattre plus souvent frontalement les ennemis. Toutefois le blindage supplémentaire n'offre pas une résistance accrue face aux balles de fusil en mode expert.
- La voie du Chasseur : Cette voie propose d’exécuter des mises à mort plus rapidement car l'action contextuelle (ou QTE) lors du « killmove » (cinématique lorsqu'un ennemi est exécuté par derrière) disparait. Il est en outre possible de porter un objet d'attaque supplémentaire.
- La voie du Silence : C'est une des voies les plus techniques. Avec cette voie il est possible de ne faire aucun bruit en courant, et de transporter deux objets de distraction. Il n'est en contrepartie plus possible d'assassiner les ennemis. C'est aussi la voie qui permettra de faire les scores les plus élevés si le ninja n'est pas repéré, et aucun ennemi tué.
- La voie du Cauchemar : La voie du cauchemar permet de terrifier les gardes proches d'un garde qui vient d'être tué. Les ennemis terrifiés tirent dans tous les sens, même s'ils n'ont à aucun moment repéré le ninja. Cette voie interdit l'usage d'un objet de distraction.

## Critiques
Mark of the Ninja fut très bien accueilli (voir aperçu des notes reçues à droite) en raison de son atmosphère (bande-son, graphisme, univers) et de son gameplay solide. Son seul point faible serait donc son scénario « tout ce qu'il y a de convenu ».